# Ockelbo
Ockelbo es una localidad de Suecia, sede del municipio homónimo en la provincia de Gävleborg y la provincia histórica de Gästrikland. Tenía una población de 2901 habitantes en 2023, en un área de 4,63 km². Se encuentra localizada a unos 30 km al norte de Sandviken y 60 km al sur de Bollnäs.